# ケイシー・ジャンセン
ロバート・ケイシー・ジャンセン（Robert Casey Janssen, 1981年9月17日 - ）は、アメリカ合衆国カリフォルニア州オレンジ郡オレンジ出身のプロ野球選手（投手）。右投右打。

## 経歴

### プロ入り前
2003年のMLBドラフト49巡目（全体1435位）でボルチモア・オリオールズから指名されたが、入団には至らなかった。

### プロ入りとブルージェイズ時代
2004年のMLBドラフト4巡目（全体117位）でトロント・ブルージェイズから指名され、今度は契約に合意した。
2006年4月27日にA.J.バーネットの代役としてメジャーデビューを果たし、7月31日にAAA級シラキュース・スカイチーフスに降格するまで先発ローテーションを守った。
2007年は、リリーフとしてメジャーに定着した。
2008年は、肩の故障により全休した。
2009年に、先発として復帰するが、結果を出せずにリリーフへ戻った。
2010年から成績が向上した。
2011年は、セットアッパーに定着した。
2012年2月13日に2年590万ドル（3年目は400万ドルのオプション）で契約を延長。シーズンではクローザーのセルジオ・サントスが開幕早々に故障者リスト入りし、当初代役を務めたフランシスコ・コルデロもセーブ失敗を繰り返したため、5月からジャンセンがクローザーに昇格した。シーズン中から肩に違和感を抱えながら投げていたが、WHIP0.86と投球内容は非常に安定しており、22セーブを記録した。11月16日に右肩の手術を受けたが、翌年のキャンプには間に合う程度の軽度なものだった。
2013年のシーズンも、開幕からクローザーを務めた。6月8日のテキサス・レンジャーズ戦で救援失敗するまで、開幕から連続12セーブを記録していた。なおこの試合は18回まで試合が続き、これは球団史上最長試合となった（試合はブルージェイズが勝利）。その後も、安定したピッチングを続け、シーズン終盤には12試合連続セーブを記録するなど、34セーブを記録した。
2014年は、3月30日に左腹部・下背部の故障のため15日間の故障者リストに入り、そのまま開幕を迎えることとなった。5月11日に故障者リストから外れた。前半戦は23試合で3勝14セーブ・防御率1.23と好成績を残したが、後半戦は27試合で3敗11セーブ・防御率6.46と不調に陥った。シーズン通算では3年連続となる20セーブ以上を記録したものの、セーブ成功率83.3%はクローザー定着後で最低の成績となった。オフにFAとなった。

### ナショナルズ時代
2015年2月2日にワシントン・ナショナルズと1年契約を結んだ。この年は48試合に投げ、通算400試合登板を達成したが、防御率が大幅に悪化して2009年以来6年ぶりのワーストとなる4.95になった。また、クローザーを務めなかった為、セーブは1つもなかった。11月3日にFAとなった。

### レッドソックス傘下時代
2016年2月20日にサンディエゴ・パドレスとマイナー契約を結んだが、3月24日にFAとなった。6月16日にボストン・レッドソックスとマイナー契約を結んだ。

### メキシカンリーグ時代
2017年はメキシカンリーグのモンクローバ・スティーラーズでプレー。5月16日にFAとなった。

## 投球スタイル
球種は豊富で、フォーシーム（90～94マイル）、ツーシーム（90～94マイル）、カッター（88～92マイル）、スライダー（83～87マイル）、カーブ（74～78）マイル、チェンジアップ（85～88マイル）を投げる。
以前は、カッターを中心にツーシーム、スライダーを多投していたが、ちょうどクローザーに転向した2012年頃から、フォーシーム、カッター、カーブの3球種だけで投球の90%以上を占め、スライダー、ツーシーム、チェンジアップはほとんど投げなくなった。2011年からは左打者への成績が飛躍的に向上し、一流のリリーバーへと成長を遂げた。

## 詳細情報

### 年度別投手成績
| 年 度     | 球 団     | 登 板 | 先 発 | 完 投 | 完 封 | 無 四 球 | 勝 利 | 敗 戦 | セ 丨 ブ | ホ 丨 ル ド | 勝 率 | 打 者 | 投 球 回 | 被 安 打 | 被 本 塁 打 | 与 四 球 | 敬 遠 | 与 死 球 | 奪 三 振 | 暴 投 | ボ 丨 ク | 失 点 | 自 責 点 | 防 御 率 | W H I P |
| --------- | --------- | ----- | ----- | ----- | ----- | -------- | ----- | ----- | -------- | ----------- | ----- | ----- | -------- | -------- | ----------- | -------- | ----- | -------- | -------- | ----- | -------- | ----- | -------- | -------- | ------- |
| 2006      | TOR       | 19    | 17    | 0     | 0     | 0        | 6     | 10    | 0        | 0           | .375  | 407   | 94.0     | 103      | 12          | 21       | 3     | 7        | 44       | 3     | 2        | 58    | 53       | 5.07     | 1.32    |
| 2007      | TOR       | 70    | 0     | 0     | 0     | 0        | 2     | 3     | 6        | 24          | .400  | 297   | 72.2     | 67       | 4           | 20       | 2     | 3        | 39       | 4     | 0        | 22    | 19       | 2.35     | 1.20    |
| 2009      | TOR       | 21    | 5     | 0     | 0     | 0        | 2     | 4     | 1        | 2           | .333  | 192   | 40.0     | 59       | 5           | 14       | 1     | 2        | 24       | 1     | 0        | 29    | 26       | 5.85     | 1.83    |
| 2010      | TOR       | 56    | 0     | 0     | 0     | 0        | 5     | 2     | 0        | 2           | .714  | 298   | 68.2     | 74       | 8           | 21       | 1     | 4        | 63       | 3     | 0        | 29    | 28       | 3.67     | 1.38    |
| 2011      | TOR       | 55    | 0     | 0     | 0     | 0        | 6     | 0     | 2        | 7           | 1.000 | 223   | 55.2     | 47       | 2           | 14       | 1     | 2        | 53       | 2     | 0        | 14    | 14       | 2.26     | 1.10    |
| 2012      | TOR       | 62    | 0     | 0     | 0     | 0        | 1     | 1     | 22       | 1           | .500  | 242   | 63.2     | 44       | 7           | 11       | 1     | 3        | 67       | 2     | 1        | 18    | 18       | 2.54     | 0.86    |
| 2013      | TOR       | 56    | 0     | 0     | 0     | 0        | 4     | 1     | 34       | 1           | .800  | 210   | 52.2     | 39       | 3           | 13       | 1     | 2        | 50       | 0     | 0        | 17    | 15       | 2.56     | 0.99    |
| 2014      | TOR       | 50    | 0     | 0     | 0     | 0        | 3     | 3     | 25       | 0           | .500  | 192   | 45.2     | 47       | 6           | 7        | 0     | 1        | 28       | 0     | 0        | 22    | 20       | 3.94     | 1.18    |
| 2015      | WSH       | 48    | 0     | 0     | 0     | 0        | 2     | 5     | 0        | 13          | .286  | 166   | 40.0     | 38       | 5           | 8        | 3     | 1        | 27       | 1     | 0        | 22    | 22       | 4.95     | 1.15    |
| 通算：9年 | 通算：9年 | 437   | 22    | 0     | 0     | 0        | 31    | 29    | 90       | 50          | .517  | 2227  | 533.0    | 518      | 52          | 129      | 13    | 25       | 395      | 16    | 3        | 231   | 215      | 3.63     | 1.21    |

- 2015年度シーズン終了時

### 背番号
- 44 (2006年 - 2015年)